# Карлов, Борис Иванович
Борис Иванович Карлов (1898—1961) — советский военный деятель, инженер-контр-адмирал, лауреат Сталинской премии.

## Биография
Родился 4 июня 1898 года в Ставрополе.
В Рабоче-Крестьянской Красной Армии — с 1919 года. Участник Гражданской войны: матрос Днепровской флотилии, участник борьбы с бандами Махно и Маруси.
Занимал ряд инженерных и командных должностей в Рабоче-Крестьянской Красной Армии: старший член-приемщик комитета наблюдения, старший военпред Уполномоченного отдела вооружений Управления морских сил РККА, старший военпред Управления связи на заводе № 210 в Ленинграде, помощник начальника по технике особой секретности, начальник группы НИМИСТ ВМФ в Ленинграде.
Занимался инженерной работой во время Великой Отечественной войны: заместитель начальника НИИ связи и телемеханики ВМФ по специальной технике, уполномоченный начальника управления связи ВМФ по Ленинградским заводам.
После Великой Отечественной войны в звании инженер-контр-адмирала продолжил службу в Советской Армии и занимался инженерной деятельностью в её рядах: член Научно-технического комитета и начальник специальной секции связи ВМФ.
За научные исследования в области акустики был в составе коллектива удостоен Сталинской премии в области науки за 1951 год.
В отставке — с 1951 года.
Умер в 1961 году. Похоронен в Москве, на Донском кладбище.

## Награды
- орден Ленина (21.02.1945)
- орден Красного Знамени (03.11.1944, 15.11.1950)
- орден Отечественной войны I степени (22.02.1943)
- орден Нахимова II степени (27.02.1946)
- орден Красной Звезды (24.01.1945)